# Epigomphus echeverrii
Epigomphus echeverrii är en trollsländeart som beskrevs av Brooks 1989. Epigomphus echeverrii ingår i släktet Epigomphus och familjen flodtrollsländor. IUCN kategoriserar arten globalt som livskraftig. Inga underarter finns listade i Catalogue of Life.